# Chiese campestri della Gallura
Le chiese campestri della Gallura sono edifici consacrati al culto cattolico situati in ambito rurale, spesso isolati. Sono state censite 119 chiese campestri: il grande numero è legato alla presenza degli stazzi. Generalmente sono edifici estremamente semplici realizzati in conci di granito a vista talvolta intonacati, facciata a capanna con croce litica alla sommità e campaniletto a vela, tetto a doppio spiovente con travi di legno coperte da tegole. L'interno si presenta a navata unica con uno o più archi a dividere le campate. 
Intorno all'edificio sovente si ritrovano dei fabbricati utilizzati durante la festa del santo titolare.

## Chiese campestri di Olbia
- Chiesa di Nostra Signora di Cabuabbas
- Chiesa di Sant'Eliseo
- Chiesa di Nostra Signora delle Grazie
- Chiesa di San Vittore
- Chiesa di Santa Lucia
- Chiesa di Santu Nigoleddu
- Chiesa di San Pietro Apostolo
- Chiesa di Santa Mariedda
- Chiesa di San Michele
- Chiesa di Santa Elisabetta
- Chiesa dell'Epifania
- Chiesa di Gesù Crocifisso
- Chiesa di Santa Chiara
- Chiesa di Sant'Angelo
- Chiesa dello Spirito Santo
- Chiesa di San Ponziano

## Chiese campestri di Tempio Pausania
- Chiesa di San Bachisio
- Chiesa di San Gavino
- Chiesa dell'Immacolata Concezione
- Chiesa di San Leonardo
- Chiesa di San Lorenzo
- Chiesa di Santa Lucia
- Chiesa di San Pietro Apostolo in Fundu di Monti
- Chiesa della Santissima Trinità
- Chiesa dello Spirito Santo
- Chiesa della Vergine Assunta o della Madonna di Mezaustu

## Chiese campestri di Calangianus
- Santuario di Nostra Signora delle Grazie
- Chiesa di San Leonardo
- Chiesa di San Sebastiano
- Chiesa di Santa Caterina
- Chiesa di San Tommaso
- Chiesa di San Giovanni Battista

## Chiese campestri di Luras
- Chiesa di San Giacomo
- Chiesa di San Bartolomeo
- Chiesa di San Nicola Martire
- Chiesa di San Michele
- Chiesa di Nostra Signora delle Grazie
- Chiesa di San Pietro

## Chiese campestri di Aggius
- Chiesa di Santa Degna
- Chiesa di San Sebastiano antica
- Chiesa di San Sebastiano nuova
- Chiesa di Nostra Signora della Pace
- Chiesa di San Filippo
- Chiesa di San Lussorio
- Chiesa di San Pietro
- Chiesa di San Giacomo

## Chiese campestri di Luogosanto
- Eremo di San Trano
- Chiesa di San Leonardo
- Chiesa di San Martino
- Chiesa di Sant'Antonio da Padova
- Chiesa di Nostra Signora della Neve
- Chiesa di San Giovanni Battista
- Chiesa di San Marco Evangelista
- Chiesa di San Gregorio
- Chiesa di Santa Reparata
- Chiesa di San Giorgio
- Chiesa di Santo Stefano
- Chiesa di Santissimo Salvatore
- Chiesa di Nostra Signora del Rimedio
- Chiesa di Sant'Andrea
- Chiesa di San Giacomo Maggiore
- Chiesa di San Lussorio
- Chiesa di San Paolo
- Chiesa di Sant'Andrea
- Chiesa di Nostra Signora di Loreto
- Chiesa di San Biagio
- Chiesa di San Pancrazio
- Chiesa di Nostra Signora delle Grazie
- Chiesa di San Pietro Apostolo
- Chiesa di San Simplicio

## Chiese campestri di Sant'Antonio di Gallura
- Chiesa di Nostra Signora di Montenero
- Chiesa di San Giovanni
- Chiesa di San Giuseppe
- Chiesa di Santo Stefano
- Chiesa dell'Immacolata Concezione
- Chiesa di San Francesco d'Assisi
- Chiesa di San Giacomo
- Chiesa dei Santi Santino e Elena
- Chiesa di San Costantino